# Emmanuel Mbola
Emmanuel Mbola (ur. 10 maja 1993 w Kabwe) – zambijski piłkarz, grający na pozycji lewego obrońcy.

## Kariera klubowa
Karierę piłkarską Mbola rozpoczął w klubie Mining Rangers. W 2008 roku został członkiem pierwszego zespołu i wtedy też zadebiutował w jego barwach w rozgrywkach zambijskiej Premier League. Liczył sobie wówczas 15 lat. Na początku 2009 roku przeszedł do innego pierwszoligowego klubu, Zanaco FC. Grał w nim pół roku i przyczynił się do wywalczenia przez Zanaco mistrzostwa Zambii.
W maju 2009 roku Mbola został piłkarzem ormiańskiego Piunika Erywań. W lipcu stał się pierwszym zambijskim piłkarzem, który wystąpił w eliminacjach do Ligi Mistrzów. Na koniec 2009 roku wywalczył z Pjunikiem mistrzostwo Armenii oraz zdobył Puchar Armenii.
W 2010 roku przeszedł do kongijskiego TP Mazembe. W tamtym roku wygrał z nim Ligę Mistrzów i Superpuchar Afryki. W 2011 roku wywalczył z nim mistrzostwo kraju. W 2011 roku grał też w Green Buffaloes.
W lutym 2012 roku został zawodnikiem FC Porto i grał w jego rezerwach. W 2013 roku przeszedł do izraelskiego klubu Hapoel Ra’ananna.
| Sezon   | Klub             | Kraj                          | Rozgrywki         | Mecze | Bramki |
| ------- | ---------------- | ----------------------------- | ----------------- | ----- | ------ |
| 2008    | Mining Rangers   | Zambia                        | Premier League    | 7     | 0      |
| 2009    | Zanaco FC        | Zambia                        | Premier League    | 11    | 0      |
| 2009    | Piunik Erywań    | Armenia                       | Bardzragujn chumb | 23    | 0      |
| 2010    | TP Mazembe       | Demokratyczna Republika Konga | Linafoot          | 36    | 1      |
| 2011    | TP Mazembe       | Demokratyczna Republika Konga | Linafoot          | ?     | ?      |
| 2011    | Green Buffaloes  | Zambia                        | Premier League    | ?     | ?      |
| 2011/12 | FC Porto B       | Portugalia                    | Segunda Divisão   | ?     | ?      |
| 2012/13 | FC Porto B       | Portugalia                    | Segunda Divisão   | 6     | 0      |
| 2013/14 | Hapoel Ra’ananna | Izrael                        | Ligat ha’Al       | 28    | 0      |
| 2014/15 | Hapoel Ra’ananna | Izrael                        | Ligat ha’Al       | 26    | 1      |
| 2015/16 | Hapoel Ra’ananna | Izrael                        | Ligat ha’Al       | 31    | 0      |
| 2016/17 | Hapoel Ra’ananna | Izrael                        | Ligat ha’Al       | 29    | 0      |
| 2017/18 | Hapoel Ra’ananna | Izrael                        | Ligat ha’Al       | 24    | 0      |
| 2018/19 | Hapoel Ra’ananna | Izrael                        | Ligat ha’Al       |       |        |

## Kariera reprezentacyjna
W reprezentacji Zambii Mbola zadebiutował w 2008 roku i liczył sobie wówczas 15 lat. W 2010 roku został powołany do kadry na Puchar Narodów Afryki 2010, stając się drugim najmłodszym zawodnikiem w historii tego turnieju, po Shivie N’Zigou. W 2013 roku został powołany na Puchar Narodów Afryki 2013.